# 1934年の航空
< 1934年
1933年の航空 - 1934年の航空 - 1935年の航空

## 航空に関する出来事
- 1934年 - アレクサンドル・セルゲーエヴィチ・ヤコヴレフのA・S・ヤコヴレフ記念試作設計局が開設される。
- 1934年 - スイス航空でネリー・ディーナーがヨーロッパ最初の女性客室乗務員となった。同年、航空事故で死亡した。
- 1934年 - アメリカの女性パイロット、ローラ・インガルスがロッキードオライオンを使ってメキシコからチリまでアンデス山脈を越え、その後リオデジャネイロ、キューバを経てニューヨークまで飛行した。
- 1月10日〜11日 - 6機のアメリカ海軍のコンソリデーテッド P2Yがサンフランシスコから真珠湾までの3,862 kmを24時間35分で編隊飛行した。
- 1月30日 - ソ連の飛行士、Fedossenko、Wassenko、Usyskinが成層圏用の気球、Ossoaviachim Iで高度22,000 mに到達したが、降下時に地上に激突し、乗員が死亡した。
- 2月7日 - チャールズ・ウルムがアブロ テンでオーストラリアからニュージーランドの間の14時間10分の郵便飛行をおこなった。
- 2月14日 - ドイツのパイロット、ハイニ・ディットマーがグライダーで4,350mの高度記録を記録した。
- 3月5日〜4月13日-北極海で沈没した汽船チェリュースキンの乗組員を救助するために、ANT-4やR-5などの航空機による救援が行われ、104名の乗組員が救出された。
- 4月11日 - イタリアのレナト・ドナチ （Renato Donati）がカプロニ Ca 113で高度14,433 mの高高度記録を作った。
- 5月8日〜23日 - ジーン・バテンがデ・ハビランド DH.60でイギリスからオーストラリアまでの女性の速度記録、14日と22時間の飛行をおこなう。
- 6月23日　アメリカ陸軍が、初のフライトシミュレータ リンクトレーナー6台を発注した[1]。
- 6月29日〜30日 - アマチュア・パイロット、ベンジャミン・アダモウィッチとジョセフ・アダモウィッチの兄弟が大西洋を横断した。
- 7月15日 - コンチネンタル航空がヴァーニースピードラインズとして旅客運航を開始。

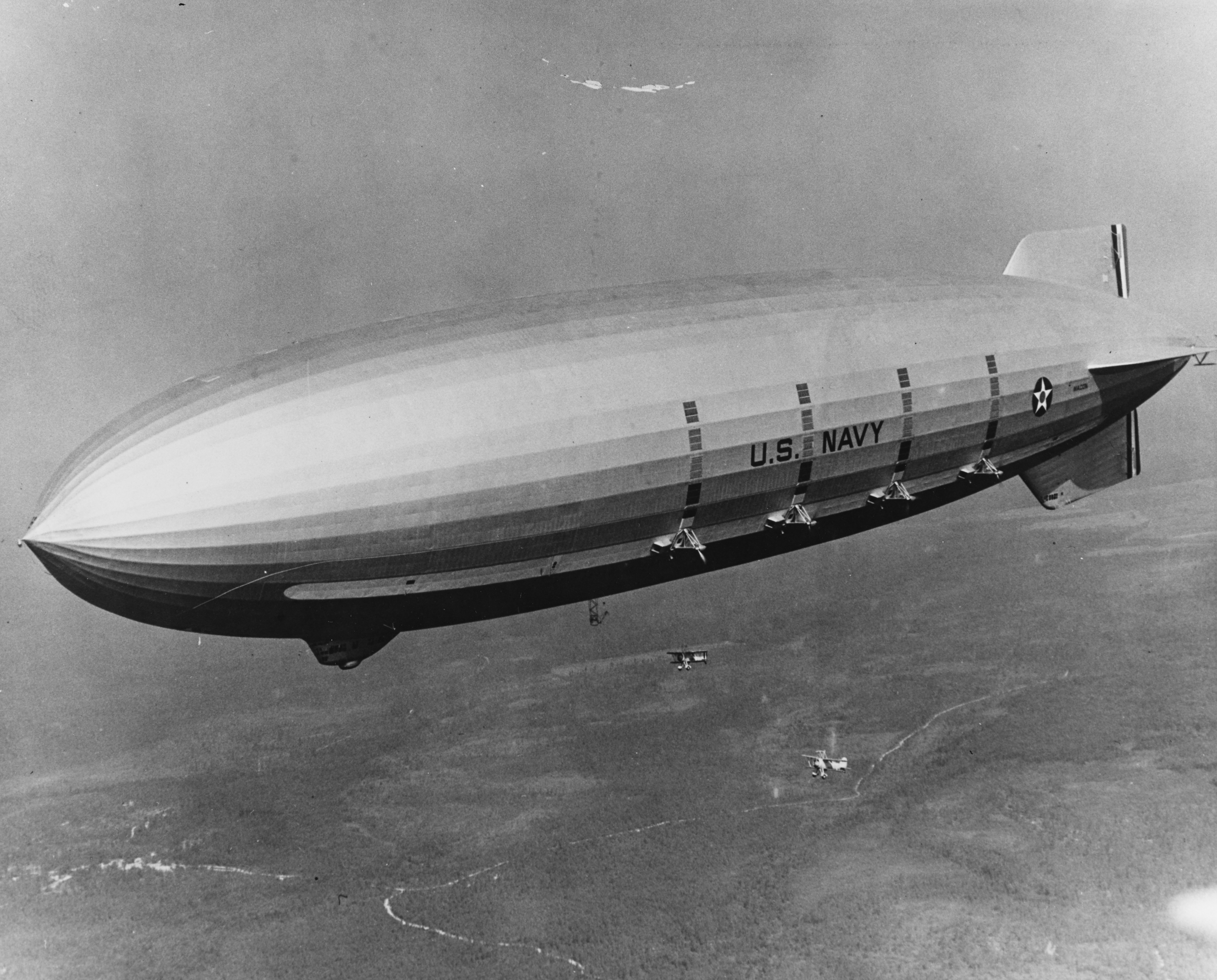
USS-Maconと2機の Curtiss F9C スパローホーク

- 7月19日 - パラサイト・ファイター、F9C スパローホークが飛行船 メイコンから離艦し、任務後、メイコンに戻った。
- 7月19日〜8月20日 - ヘンリー・アーノルドが率いる、マーチン B-10の編隊が12,875 kmの飛行を行った。
- 8月8日〜9日 - ジェームズ・エイリングとレオナード・リードがデ・ハビランド DH84で30時間50分をかけてカナダからイギリスへの飛行を行った。
- 8月28日〜9月16日 - ワルシャワで航空機の競技会、チャレンジ 1934が開催され、ポーランドの イェジ・バヤンらが RWD-9で優勝する。9月7日から16日の間にヨーロッパと北アフリカを巡回する、9,537 kmの競技が行われた。
- 9月22日 - アラン・コブハムがAirspeed Courierでイギリスからインドまでの無着陸飛行を試みたが失敗した。
- 10月 - 西崎キクがサルムソン2A2型陸上機「白菊号」を操縦して満州国建国親善飛行を敢行。途中で故障や不時着などを経験しつつも日本海を横断し、日本女性飛行士として初の海外渡航を実現した。
- 10月20日〜11月3日 - チャールズ・キングスフォード・スミスが、初めてオーストラリアからアメリカ本土へ飛行した。レディー・サザンクロス号で、ブリスベーンからサンフランシスコまで飛行した。

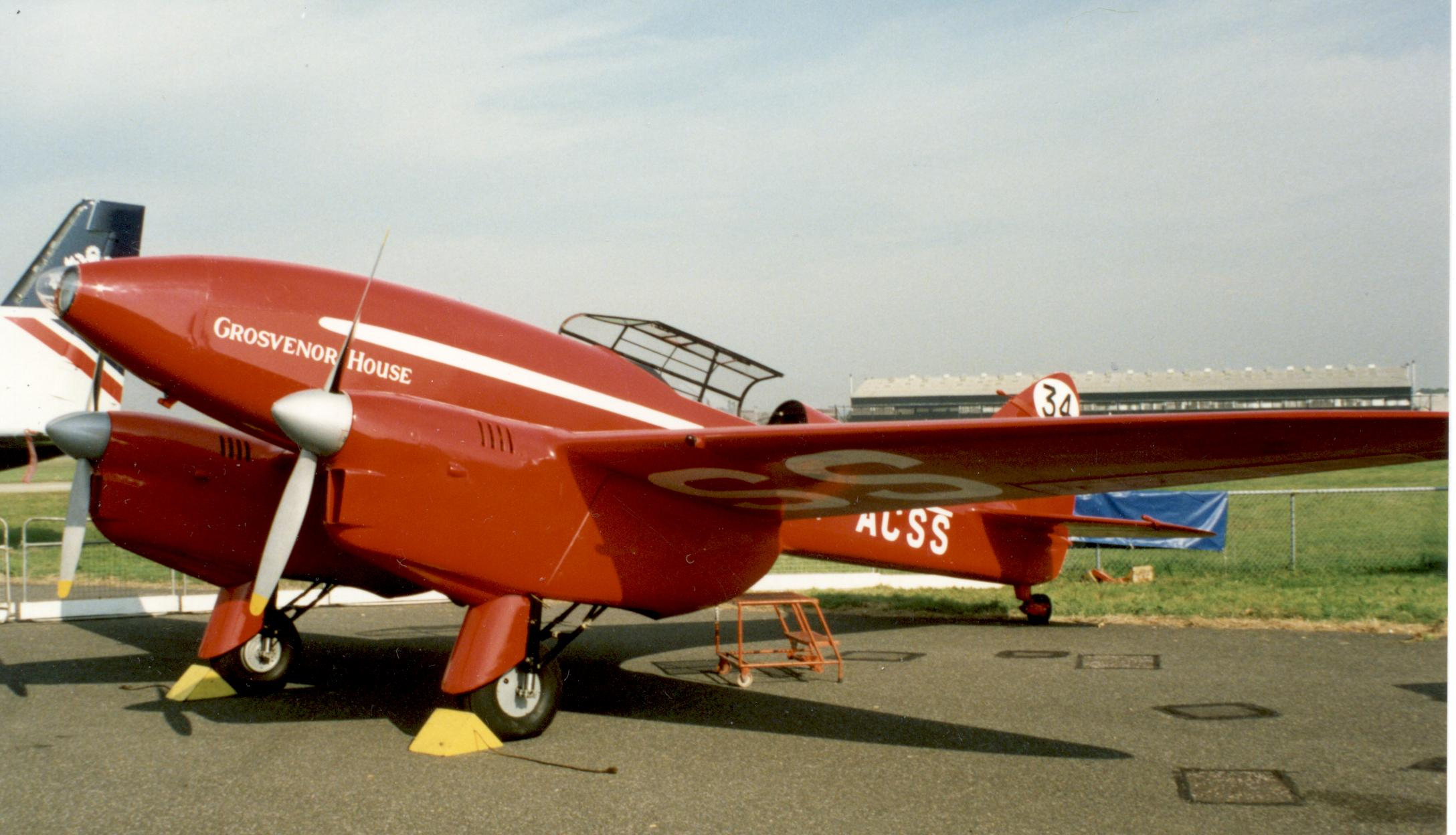
デ・ハビランド DH.88 コメット

- 10月20日〜11月5日 - マックロバートソン・エアレース（豪ビクトリア州創立100周年記念レース）でチャールズ・W・A・スコットとトム・キャンベル・ブラックがデ・ハビランド DH.88 コメットで優勝した。
- 10月23日 - イタリアのフランチェスコ・アジェッロが、マッキ M.C.72で 709 km/hの水上機の速度記録を作った。
- 12月3日 - チャールズ・ウルムがカリフォルニア州オークランドからハワイの飛行の途中で行方不明となった。
- 12月31日 - アメリカ合衆国のヘレン・リッチーが、民間航空のパイロットとして雇われた最初のアメリカ人女性パイロットとしてセントラル航空のフォード トライモーターに副操縦士として搭乗した。

## 1934年に初飛行した機体の画像

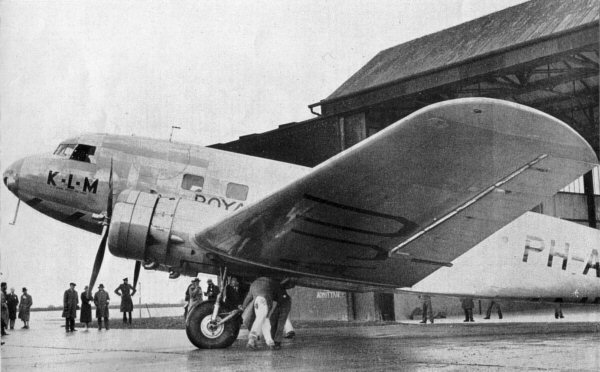
ダグラス DC-2 （5月18日）
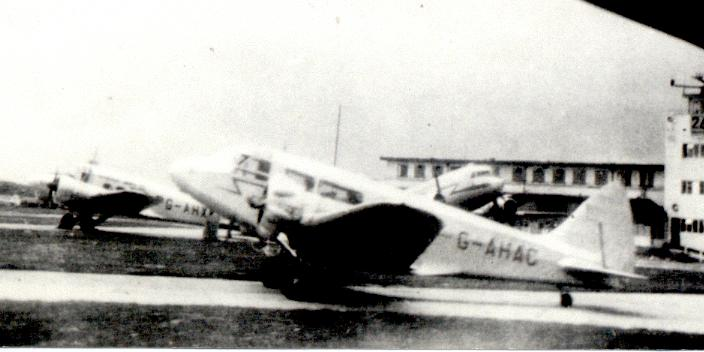
エアスピード エンボイ （6月26日）
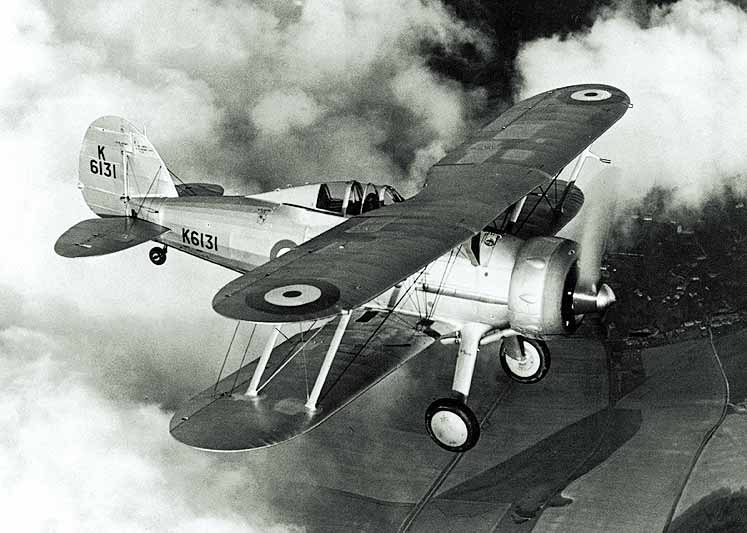
グロスター グラディエーター （9月12日）
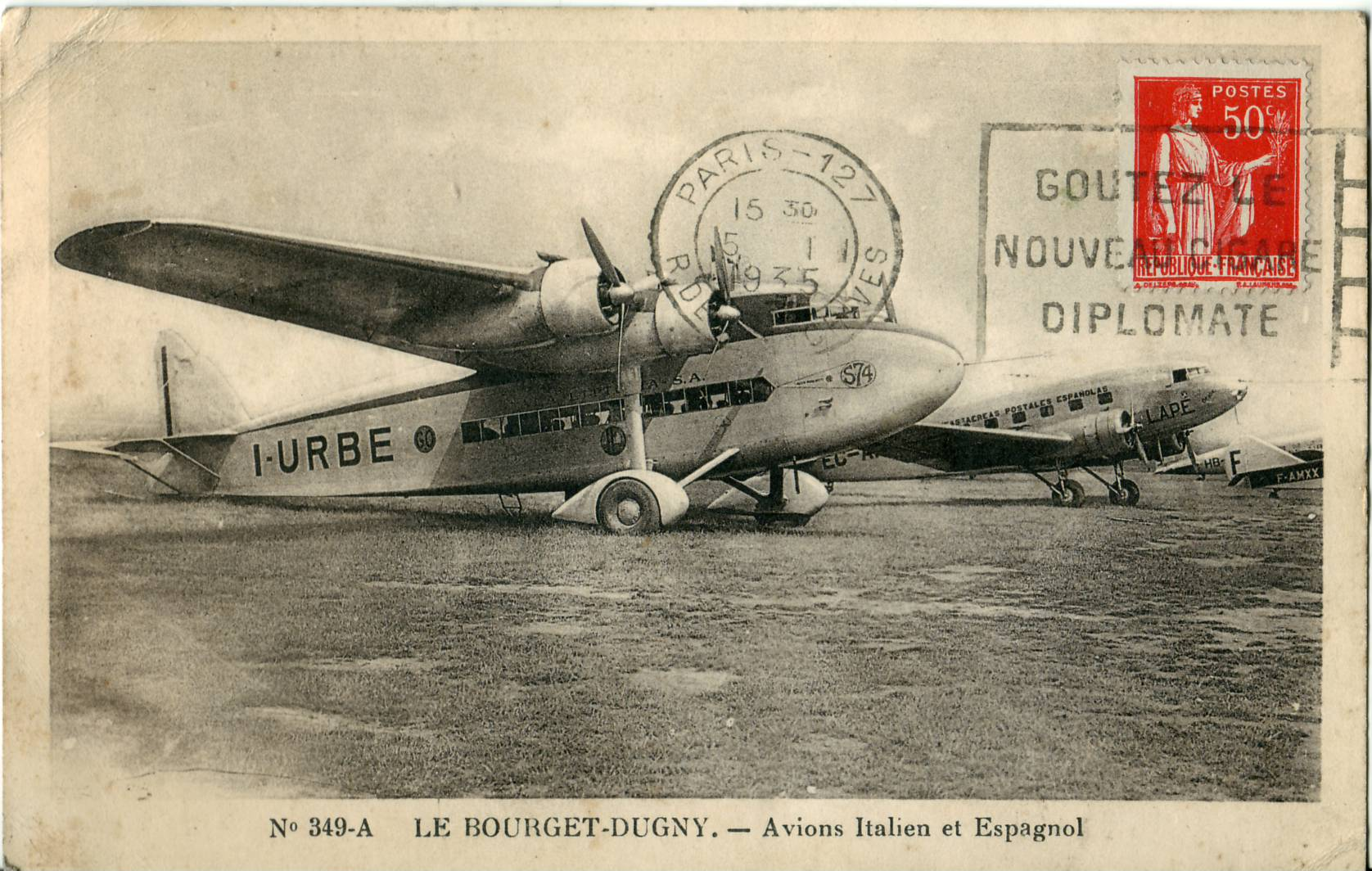
サヴォイア・マルケッティ S.74 （11月16日）

## 航空に関する賞の受賞者
- ハーモン・トロフィー： チャールズ・W・A・スコット、エレーヌ・ブーシェ 、エルンスト・レーマン、ジャクリーヌ・ピカール
  - ナショナル・トロフィー：新野百三郎、松本きく子（西崎キク)、ハイニ・ディットマー、ハンス・クルト・フレミング、エリー・バインホルン、他
- イギリス飛行クラブ金賞：チャールズ・W・A・スコット、トム・キャンベル・ブラック
- デラボー賞： イタロ・バルボ 、フランチェスコ・アジェッロ、モーリス・ロッシ、ポール・コード 、トーマス・G・W・セトル、チェスター・フォードニー